# Favole senza tempo
Favole senza tempo (Timeless Tales from Hallmark) è una serie animata direct-to-video statunitense prodotta da Hanna-Barbera e Hallmark Cards nel 1990.
La serie è tratta da alcune celebri fiabe ed è presentata da Olivia Newton-John.

## Trama
Ciascun episodio presenta un'introduzione live action di Olivia Newton-John seguita da una breve sequenza in cui un bambino e una bambina sfogliano un libro di fiabe, mentre la fiaba viene narrata in animazione tradizionale.

## Episodi
| Stagione       | Uscita USA | Uscita Italia |
| -------------- | ---------- | ------------- |
| Prima stagione | 1990-1911  |               |

## Distribuzione
Negli Stati Uniti 8 episodi sono stati distribuiti in videocassetta: 6 il 27 settembre 1990 e 2 il 26 settembre 1991. Ogni VHS era accompagnata da un libretto illustrato. In seguito la serie è stata trasmessa su USA Network nel dicembre 1991.
In Italia la serie è stata trasmessa dal 17 dicembre 1994 su Rai Uno, dove è stata replicata fino al 1999. Il doppiaggio è stato diretto da Renato Cecchetto su dialoghi di Marco Gugliemi.
Sempre nel dicembre 1994, 2 episodi sono stati pubblicati dalla RCS MediaGroup nella videocassetta Thumbelina - Pollicina, contenente gli episodi: Pollicina e Il brutto anatroccolo con un altro doppiaggio. L'edizione italiana è di Tiziana Valenti.